# Вантрі
Ва́нтрі (ест. Vantri küla) — село в Естонії, у волості Ляене-Сааре повіту Сааремаа.

## Населення
Чисельність населення на 31 грудня 2011 року становила 22 особи.

## Географія
Край села проходить автошлях 86 (Курессааре — Вигма — Панґа).

## Історія
До 12 грудня 2014 року село входило до складу волості Каарма.

## Туризм
На захід від села на відстані приблизно 1 км (58°21′19″ пн. ш. 22°25′14″ сх. д. / 58.35528° пн. ш. 22.42056° сх. д.) розташовується база відпочинку Метскоплі (Metskopli puhkeküla).